# Daland (Flygande holländaren)
Daland är en mansroll i operan Den flygande holländaren av Wagner.
Daland är en vinningslysten norsk sjökapten. Rollen sjungs av en bassångare.